# João de Thurn e Taxis
João de Thurn e Taxis (em alemão: Johannes Baptista de Jesus Maria Louis Miguel Friedrich Bonifazius Lamoral von Thurn und Taxis; Ratisbona, 5 de junho de 1926 – Munique, 14 de dezembro de 1990) foi um banqueiro e industrial bávaro, chefe da Casa de Thurn e Taxis de 1982 até à sua morte em 14 de dezembro de 1990. Ele foi um dos homens mais ricos da Europa, tendo deixado um patrimônio avaliado em $ 1,5 bilhão de dólares.

## Biografia
Nascido no Castelo de Höfling, Ratisbona, em 5 de junho de 1926, foi o filho mais velho do Príncipe Carlos Augusto de Thurn e Taxis e da Infanta Maria Ana de Bragança. Ele teve duas irmãs mais velhas e um irmão. Durante a Segunda Guerra Mundial, serviu na inteligência alemã, quando foi aprisionado pelo exército britânico de 1945 à 1947. Começou a construir seu império de negócios na década de 1950. João comprou terras nos Estados Unidos, Canadá e também uma fazenda em Diamantino, no interior do Brasil.
Na década de 1970, João organizou festas de vanguarda e, por ser bissexual, era frequentemente visto em discotecas gays.
Em 31 de maio de 1980, no Castelo de Thurn und Taxis, ele casou-se com a Condessa Gloria von Schönburg-Glauchau. Tiveram como filhos Maria Teresa Luísa Clotilde Helena Alexandra, nascida em 28 de novembro de 1980, Isabel Margarida Maria Ana Beatriz, nascida em 24 de março de 1982, e Alberto II de Thurn e Taxis, nascido em 24 de junho de 1983.
João morreu de complicações geradas após uma segunda e polêmica cirurgia de transplante de coração em dezembro de 1990, no Hospital da Universidade de Munique.

## Literatura
- Bernd-Ulrich Hergemöller, Mann für Mann, pág. 689